# Гетарело (Анкона)
Гетарело је насеље у Италији у округу Анкона, региону Марке.
Према процени из 2011. у насељу је живело 288 становника. Насеље се налази на надморској висини од 157 м.